# アジェナ標的機

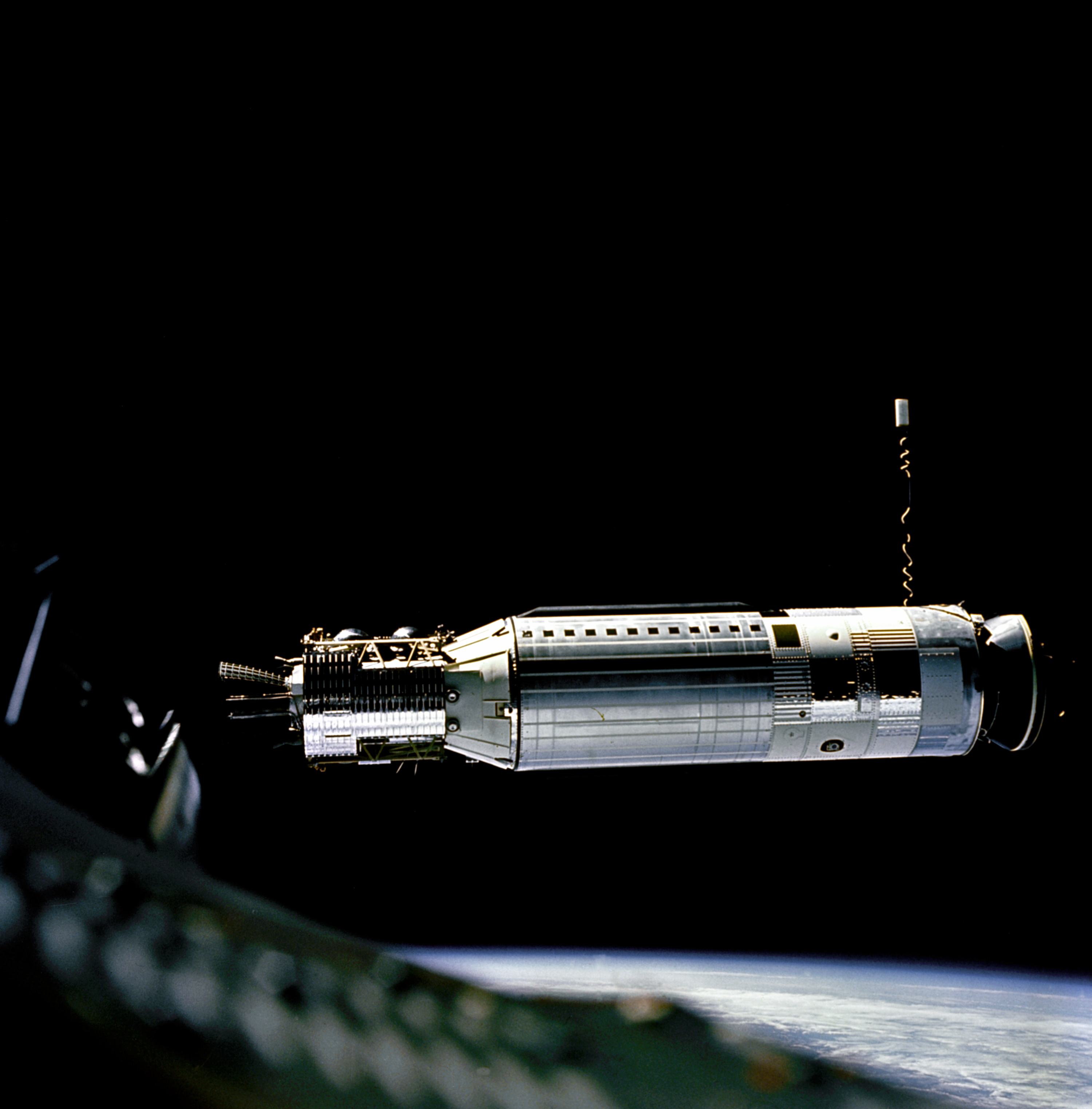
アジェナ標的機

アジェナ標的機（アジェナひょうてきき、Agena target vehicle,ATV）はアメリカ合衆国のジェミニ計画で用いられた宇宙船。無人機であり、軌道上におけるランデブーやドッキングの技術開発に用いられた。
元々、アジェナは偵察衛星として開発されていたものであった。これにドッキング・ユニットを増設し、軌道上での技術試験衛星として用いたものである。ATVはケープカナベラル空軍基地LC-14発射台よりアトラス・ロケットを用いて打ち上げられる。
ATVとの軌道上ランデブー/ドッキングのために、ATVの打上げの約90分後（概ね軌道周回時間）にジェミニ宇宙船はLC-19発射台より打ち上げられた。ATVとの軌道上での試験としては、ランデブー/ドッキングの一環として、以下のようなものが行なわれた。
- ドッキング状態における姿勢制御。（ジェミニ8号では、ジェミニ宇宙船のスラスタの不調により制御に失敗、途中中止となった）
- 船外活動の研究。
- ATVのエンジンを用い、高軌道への遷移。
- 重力勾配安定化(Gravity-gradient stabilization)による姿勢制御（テザー推進）の試験。ATVとジェミニ宇宙船を30m離れてロープで結び、重力の影響を観察。

ATVは試験終了後、比較的短期間に大気圏に突入している。
| アジェナ標的機 | ジェミニ計画  | 発射                        | 大気圏突入                  | NSSDC ID  | 備考                                                                                     |
| -------------- | ------------- | --------------------------- | --------------------------- | --------- | ---------------------------------------------------------------------------------------- |
| GATV-5002      | ジェミニ6号   | 1965年10月25日 15:00:04 UTC | 1965年10月25日 15:06:20 UTC | GEM6T     | 爆発により軌道投入失敗、3,261-kg                                                         |
| GATV-5003      | ジェミニ8号   | 1966年3月16日 15:00:03 UTC  | 1967年9月15日               | 1966-019A | 最初のドッキング試験、3,175-kg 後にジェミニ10号ともランデブー                            |
| GATV-5004      | ジェミニ9号   | 1966年5月17日 15:12:00 UTC  | 1966年5月17日 15:19:00 UTC  | GEM9TA    | 軌道投入失敗、3,252-kg                                                                   |
| ATDA #02186    | ジェミニ9-A号 | 1966年6月1日 15:00:02 UTC   | 1966年6月11日               | 1966-046A | シュラウドが開かず、ドッキングは行なわれなかった、794 kg                                 |
| GATV-5005      | ジェミニ10号  | 1966年7月18日 20:39:46 UTC  | 1966年12月29日              | 1966-065A | ジェミニ10号を加速し、遠地点763kmの軌道に投入、3,175-kg                                  |
| GATV-5006      | ジェミニ11号  | 1966年9月12日 13:05:01 UTC  | 1966年12月30日              | 1966-080A | ジェミニ11号を加速し、遠地点1,374kmの軌道に投入、3,175-kg 微小重力を用いた姿勢制御の研究 |
| GATV-5001A     | ジェミニ12号  | 1966年11月11日 19:07:58 UTC | 1966年12月23日              | 1966-103A | ATVのエンジン不調のため、軌道変更試験は行わず、 テザーによる重力姿勢制御の実験、3,175-kg |